# Chambre de commerce et d'industrie d'Amiens-Picardie
La chambre de commerce et d’industrie d'Amiens-Picardie est l'une des deux CCI territoriales de la Somme. Son siège est situé à Amiens au 6, boulevard de Belfort.
Elle est rattachée à la chambre de Commerce et d'Industrie de région Hauts-de-France

## Missions
Elle est un organisme chargé de représenter les intérêts des entreprises commerciales, industrielles et de service des arrondissements d'Amiens, de Péronne et de Montdidier et de leur apporter certains services. C'est un établissement public qui gère en outre des équipements au profit de ces entreprises.
Comme toutes les CCI, elle est placée sous la double tutelle du Ministère de l'Industrie et du Ministère des PME, du Commerce et de l'Artisanat.
Elle fait partie de chambre régionale de commerce et d'industrie des Hauts-de-France

### Service aux entreprises
- Centre de formalités des entreprises
- Assistance technique au commerce
- Assistance technique à l'industrie
- Assistance technique aux entreprises de service
- Point A (apprentissage)

### Gestion d'équipements
- Aéroport d'Amiens - Glisy ;
- Zones industrielles (Longparc) ;
- La SIP, Société Immobilière Picarde d'HLM, qui gère plus de 10 000 logements dans la Somme et l'Oise.
- Port fluvial de plaisance de Péronne ;
- Camping

### Centres de formation
- ESIEE Amiens : École Supérieure d'Ingénieurs en Électronique et Électrotechnique d'Amiens ;
- Interfor Sia ;
- Groupe Sup de Co Amiens Picardie (l'Isam et l'ESC).

## Historique
20 mai 2009 : décret de fusion de la chambre avec la chambre de commerce et d'industrie de Péronne pour former courant 2010 la chambre de commerce et d'industrie d'Amiens-Picardie.
1er janvier 2017 : la CCI Amiens-Picardie devient une des 7 CCI territoriales encadrée et soutenue par la CCI de région Hauts-de-France dans le cadre de la fusion des CCI Nord de France et Picardie.

## Pour approfondir